# Mesochorus kamouraskae
Mesochorus kamouraskae là một loài tò vò trong họ Ichneumonidae.